# Engelbert Pape
Engelbert Pape (* 24. Mai 1827 in Erwitte, Westfalen; † 10. Februar 1909 in Münster) war ein preußischer Beamter und Eisenbahndirektor.

## Leben
Nach Besuch des Gymnasiums in Arnsberg studierte Pape Jura in Bonn, Heidelberg und Berlin. Nach Ernennung zum Gerichtsassessor 1853 war Pape beim Kriegsgericht in Höxter beschäftigt. Am 19. Oktober 1856 begann Pape seine Eisenbahnerlaufbahn bei der Direktion der Preußischen Ostbahn in Bromberg.
Nach mehreren Zwischenstationen in Saarbrücken, Münster, Hannover und Berlin übernahm Pape am 1. Januar 1869 kommissarisch und am 1. März 1869 endgültig den Vorsitz der Königlichen Eisenbahndirektion zu Saarbrücken. Während des Krieges 1870/71 erhielt er für seine Verdienste an dieser Stelle das Eiserne Kreuz. Am 1. Dezember 1871 wurde Pape Vorsitzender der Königlichen Eisenbahndirektion in Münster. Weitere Stationen seiner Laufbahn war 1874 Vorsitzender der Direktion der Niederschlesisch-Märkischen Eisenbahn in Berlin, 1880 Präsident der Königlichen Eisenbahndirektion in Berlin und 1881 in Bromberg. Bei der 1895 erfolgten Neugestaltung der Preußischen Eisenbahnverwaltung hat Pape als Vorsitzender der Kommission zur Ausarbeitung des Entwurfs maßgeblich mitgewirkt. 
Am 14. Januar 1895 erfolgte seine Ernennung zum Geheimen Oberregierungsrat im Range eines Rates 1. Klasse. Am 1. Oktober 1898 trat er in den Ruhestand und erhielt den Brillanten zum Roten Adlerorden II. Klasse mit Eichenlaub und Stern. 
Pape starb am 10. Februar 1909 in Münster/Westfalen.

## Familie
Pape war verheiratet mit Antonie Böttrich (* 25. Juli 1829; † 9. November 1918 in Münster).